# Anopheles intermedius
Anopheles intermedius este o specie de țânțari din genul Anopheles. A fost descrisă pentru prima dată de Paryassu în anul 1908. Conform Catalogue of Life specia Anopheles intermedius nu are subspecii cunoscute.